# 庞达
庞达（1962年9月—），山东临清人，中华人民共和国医生、政治人物，现任九三学社中央委员会常务委员，黑龙江省社会主义学院院长。曾任哈尔滨医科大学副校长。